# Kru
Los kru, también llamados crau, croo, krao, kra, krawi, kroomen, kroo, kroumen, krou, krumen, krus, o wané son un grupo étnico asentado en África Occidental, en la antigua región de Guinea. Su territorio histórico hasta el siglo XIX estaba demarcado por los ríos Farmington y Bandama, perteneciente a las actuales Liberia y Costa de Marfil. Dentro de los grupos vinculados a la etnia, que mantienen el etónimo kru, se contabilizan 433.200 personas, repartidas en territorios de Liberia (386.000 / 89.10%), Ghana (31.000 / 7.16%), Sierra Leona (15.000 / 3.16%) y Guinea (1.200 / 0.28%).
Su idioma es el kru, que cuenta con 4.548.000 hablantes repartidos en 55 pueblos o culturas vinculadas a la etnia kru y dispersas principalmente en Liberia, Costa de Marfil, Guinea, Sierra Leona, Ghana, Burkina Faso, Malí, Nigeria y Camerún.
Su historia está marcada por un sentido arraigado de etnicidad nacido en el siglo XIX que se materializó en una resistencia a la ocupación colonial occidental.

## Etimología
Se piensa que el etónimo kru proviene del inglés crew (tripulación), pues miembros del grupo trabajaban para los barcos europeos a comienzos del siglo XIX. Será en el siglo XIX que las personas de habla kru comenzarán un proceso de identidad grupal.
Otra versión sostiene que kru deriva de krawi, uno de los pueblos más importantes de la etnia.

## Territorio
Históricamente ocuparon los territorios entre el río Farmington y Bandama, actualmente integrados a Liberia y Costa de Marfil. Partiendo de Monrovia, el pueblo bassa ocupa el condado de Grand Bassa y zonas de Marshall y River Cess. A continuación se ubican los krawi hasta alcanzar los ríos Cess y Sinoe. Los grebo van desde el río Sinoe hasta el cabo de Palmas, en la desembocadura del río Cavalla. Una treintena de aldeas de los neyo se sitúan en los territorios próximos a la desembocadura del río Sassandra (Costa de Marfil). Entre el Sassandra y el río Bandama están los beté. Los dida habitan la margen derecha del Bandama.
Para los navegantes europeos del siglo XVI estos territorios formaban parte de Guinea. La región a su vez era conocida en su línea atlántica como Costa de la Malagueta (desde cabo de Mesurado hasta el río Bandama) y Costa de los Esclavos desde el Bandama hasta la desembocadura del río Níger. Topónimos originados en las especias y el tráfico de seres humanos que congregaban el interés de las empresas coloniales y los comerciantes europeos. La costa kru también recibió el nombre despectivo de "Costa de la mala gente", un mote que seguramente derivó de las tensas relaciones con los kru, buenos comerciantes que hacían pagar bien sus mercaderías. Pacheco Pereira los describió en sus crónicas como “gente sin doctrina ni bondad”.

## Idioma
Su lengua es el kru. Su lenguaje tonal característico no ha logrado unanimidad en cuanto a su clasificación dentro de los idiomas africanos. Por conveniencia se lo integró como subgrupo del kwa, pero con series dudas por parte de los lingüistas.
Cuenta con 4.548.000 hablantes repartidos en 55 pueblos o culturas vinculadas a la etnia kru y dispersas principalmente Liberia, Costa de Marfil, Guinea, Sierra Leona, Ghana, Burkina Faso, Malí, Nigeria y Camerún.

## Subgrupos y dialectos Kru
La siguiente tabla refleja la variedad de subgrupos de la etnia kru y sus respectivos dialectos, población  y países de asentamiento. La fuente de datos el Joshua Project que toma datos a 2016 de Ethnologue.
| Etnia kru - Lenguas kru | Etnia kru - Lenguas kru                                                                 | Etnia kru - Lenguas kru                                                        | Etnia kru - Lenguas kru | Etnia kru - Lenguas kru | Etnia kru - Lenguas kru | Etnia kru - Lenguas kru | Etnia kru - Lenguas kru | Etnia kru - Lenguas kru | Etnia kru - Lenguas kru | Etnia kru - Lenguas kru | Etnia kru - Lenguas kru |
| ----------------------- | --------------------------------------------------------------------------------------- | ------------------------------------------------------------------------------ | ----------------------- | ----------------------- | ----------------------- | ----------------------- | ----------------------- | ----------------------- | ----------------------- | ----------------------- | ----------------------- |
| Pueblo                  | Descripción                                                                             | Nombres alternativos                                                           | Dialecto o lengua       | País 1                  | Población 1             | País 2                  | Población 2             | País 3                  | Población 3             | País 4                  | Población 4             |
| Abia                    | Pueblo agricultor del suroeste de Costa de Marfil organizados en comunidades autónomas. |                                                                                |                         | Costa de Marfil         |                         |                         |                         |                         |                         |                         |                         |
| Aizi - Aproumu          |                                                                                         | Aizi; Aproin; Aprou; Aprwe; Frukpu                                             | Aizi - Aproumu          | Costa de Marfil         | 10.000                  |                         |                         |                         |                         |                         |                         |
| Aizi - Mobumrin         |                                                                                         | Ahizi; Aizi; Edeyi; Frukpu; Mobumrin                                           | Aizi - Mobumrin         | Costa de Marfil         | 3.200                   |                         |                         |                         |                         |                         |                         |
| Aizi - Tiagbamrin       |                                                                                         | Ahizi; Edeyi; Prokpo; Tiagba; Tiagbamrin                                       | Aizi - Tiagbamrin       | Costa de Marfil         | 14.000                  |                         |                         |                         |                         |                         |                         |
| Bakwe                   |                                                                                         |                                                                                | Bakwe                   | Costa de Marfil         | 20.000                  |                         |                         |                         |                         |                         |                         |
| Bassa                   |                                                                                         | Bakem; Beleto; Bisaa; Koko; Lowolu                                             | Bassa                   | Liberia                 | 720.000                 | Sierra Leona            | 8.800                   |                         |                         |                         |                         |
| Beté - Daloa            |                                                                                         | Beté; Daloa; Daloua Beté; Northern Beté                                        | Beté - Daloa            | Costa de Marfil         | 248.000                 |                         |                         |                         |                         |                         |                         |
| Beté - Gagnoa           |                                                                                         |                                                                                | Beté - Gagnoa           | Costa de Marfil         | 326.000                 |                         |                         |                         |                         |                         |                         |
| Beté - Guiberoua        |                                                                                         | Central Bete; Guiberoua; Western Bete                                          | Beté - Guiberoua        | Costa de Marfil         | 248.000                 |                         |                         |                         |                         |                         |                         |
| Bete - Jukun            |                                                                                         |                                                                                | Jukun takun             | Nigeria                 | 5.900                   |                         |                         |                         |                         |                         |                         |
| Daho-Doo                |                                                                                         | Doba                                                                           | Daho - Doo              | Costa de Marfil         | 7.000                   |                         |                         |                         |                         |                         |                         |
| Dewoin                  |                                                                                         | Anak E-de; De; De-gar; Dei; E-De; Edeh; Raday; Ra-de; Radey; Rde; Rha-de       | Dewoin                  | Liberia                 | 16.000                  |                         |                         |                         |                         |                         |                         |
| Dida - Lakota           |                                                                                         | Brabori; Dida; Diéko; Gabo; Guébié; Lakota Dida; Satro; Ziki                   | Dida - Lakota           | Costa de Marfil         | 179.000                 |                         |                         |                         |                         |                         |                         |
| Dida - Yocoboue         |                                                                                         | Diagbaleupleu; Yocoboue Dida                                                   | Dida - Yacoboue         | Costa de Marfil         | 199.000                 |                         |                         |                         |                         |                         |                         |
| Ega                     |                                                                                         | Diés; Egwa                                                                     | Ega                     | Costa de Marfil         | 3.900                   |                         |                         |                         |                         |                         |                         |
| Gbii                    |                                                                                         | Gbee                                                                           | Gbii                    | Liberia                 | 10.000                  |                         |                         |                         |                         |                         |                         |
| Glaro-Twabo             |                                                                                         | Krahn; Twabo                                                                   | Glaro-Twabo             | Costa de Marfil         | 6.500                   | Liberia                 | 5.400                   |                         |                         |                         |                         |
| Glio                    |                                                                                         | Oubi; Ubi                                                                      | Glio-Oubi               | Costa de Marfil         | 5.100                   | Liberia                 | 4.800                   |                         |                         |                         |                         |
| Godie                   |                                                                                         | Goddie; Godye                                                                  | Godie                   | Costa de Marfil         | 50.000                  |                         |                         |                         |                         |                         |                         |
| Grebo - Barclayville    |                                                                                         | Barclayville Grebo; Wedebo                                                     | Barclayville Grebo      | Liberia                 | 47.000                  |                         |                         |                         |                         |                         |                         |
| Grebo - Fopo-Bua        |                                                                                         | Fopo-Bua-Grebo                                                                 | Grebo del Norte         | Liberia                 | 34.000                  |                         |                         |                         |                         |                         |                         |
| Grebo - Gbeapo          |                                                                                         | Fopo Bua Grebo; Northeastern Grebo                                             | Grebo del Norte         | Liberia                 | 107.000                 |                         |                         |                         |                         |                         |                         |
| Grebo - Gboloo          |                                                                                         |                                                                                | Grebo Gboloo            | Liberia                 | 120.000                 |                         |                         |                         |                         |                         |                         |
| Grebo - Globo           |                                                                                         | Glebo Grebo; Globo Grebo; Jabo Grebo                                           | Grebo Central           | Liberia                 | 57.000                  |                         |                         |                         |                         |                         |                         |
| Grebo - Norte           |                                                                                         | Eh Je; Gbeapo Grebo; Gbepo; Grebo; Klepo; Palipo; Seaside                      | Grebo del Norte         | Liberia                 | 39.000                  |                         |                         |                         |                         |                         |                         |
| Grebo - Seaside         |                                                                                         | lebo Grebo; Seaside Grebo; Southern Grebo                                      | Grebo del Sur           | Liberia                 | 115.000                 | Costa de Marfil         | 77.000                  |                         |                         |                         |                         |
| Guebie                  |                                                                                         |                                                                                | Guebie                  | Costa de Marfil         | 8.500                   |                         |                         |                         |                         |                         |                         |
| Guere                   |                                                                                         | We, Central Guere; Géré; Ngere; Ngere/ Wee; Wèè; Western Guere                 | We del Sur              | Costa de Marfil         | 455.000                 |                         |                         |                         |                         |                         |                         |
| Kouya                   |                                                                                         | Kouadia; Kowya; Sokya                                                          | Kouya                   | Costa de Marfil         | 19.000                  |                         |                         |                         |                         |                         |                         |
| Krahn Oriental          |                                                                                         | Eastern Krahn; Krahn; Tchien                                                   | Krahn Oriental          | Liberia                 | 99.000                  | Costa de Marfil         | 13.000                  |                         |                         |                         |                         |
| Krahn Occidental        |                                                                                         | Nidru; Northern Krahn; Western Krahn                                           | Krahn Occidental        | Liberia                 | 99.000                  | Costa de Marfil         | 23.000                  |                         |                         |                         |                         |
| Kru                     |                                                                                         | Cadde Loang; Cho-ru; Chu; Cru; Hma; Klao; Kru Creole; Seyu                     | Klao                    | Liberia                 | 386.000                 | Ghana                   | 31.000                  | Sierra Leona            | 15.000                  | Guinea                  | 1.200                   |
| Krumen del Noreste      |                                                                                         | Eastern Krumen; Kroumen; Krumen; Northeastern Krumen                           | Krumen - Pye            | Costa de Marfil         | 38.000                  |                         |                         |                         |                         |                         |                         |
| Krumen - Plapo          |                                                                                         | Kotrohou; Plapo                                                                | Krumen - Plapo          | Costa de Marfil         | 200                     |                         |                         |                         |                         |                         |                         |
| Krumen - Tepo           |                                                                                         | Kroumen; Krumen; Southern Krouman; Southern Krumen; Southwestern Kroumen; Tepo | Krumen - Tepo           | Costa de Marfil         | 54.000                  | Liberia                 | 3.600                   |                         |                         |                         |                         |
| Kuwaa - Belle           |                                                                                         | Belle; Kwaa                                                                    | Kwaa                    | Liberia                 | 26.000                  |                         |                         |                         |                         |                         |                         |
| Kwadia                  |                                                                                         | Kwadya                                                                         | Kodia                   | Costa de Marfil         | 1.600                   |                         |                         |                         |                         |                         |                         |
| Neyo                    |                                                                                         | Neho, Gwibwen; Towi                                                            | Neyo                    | Costa de Marfil         | 18.000                  |                         |                         |                         |                         |                         |                         |
| Nyabwa-Nyedebwa         |                                                                                         | Niaboua; Nyaboa                                                                | Nyabwa                  | Costa de Marfil         | 81.000                  |                         |                         |                         |                         |                         |                         |
| Sapo                    |                                                                                         | Bush Kru                                                                       | Sapo                    | Liberia                 | 68.000                  |                         |                         |                         |                         |                         |                         |
| Seme                    |                                                                                         | Siamou                                                                         | Siamou                  | Mali                    | 38.000                  | Burkina Faso            | 25.000                  |                         |                         |                         |                         |
| Tajuason                |                                                                                         | Tajuasohn                                                                      | Tajuasohn               | Liberia                 | 21.000                  |                         |                         |                         |                         |                         |                         |
| Wane                    |                                                                                         | Hwané; Ngwané                                                                  | Wane                    | Costa de Marfil         | 4.000                   |                         |                         |                         |                         |                         |                         |
| We                      |                                                                                         | Western Guere, Wee                                                             | We Occidental           | Costa de Marfil         | 47.000                  |                         |                         |                         |                         |                         |                         |
| Wobe                    |                                                                                         |                                                                                | We del Norte            | Costa de Marfil         | 286.000                 |                         |                         |                         |                         |                         |                         |

## Historia
En 1856 cuando una parte de Liberia todavía era denominada como la República de Maryland, los kru junto con los grebo ofrecieron resistencia a las gestiones de los colonos de controlar su comercio. También lucharon con fiereza contra los primeros europeos que intentaban capturar esclavos para su comercio. 
Es importante notar que los kru son un pueblo distinto del denominado krumen (a veces llamados kru), un subgrupo de los grebo que viven en la zona costera.
A causa de su reputación su valor como esclavos era menor que el de miembros de otras tribus africanas, ya que con frecuencia realizaban intentos para escaparse o de quitarse la vida si es que eran capturados.
El kru es uno de los numerosos grupos étnicos que forman Liberia, representando el 7% de la población. También su idioma es uno de los más difundidos en Liberia. Los kru son uno de los tres grupos indígenas principales con relevancia en el quehacer sociopolítico de Liberia junto con los krahn y mano.
Algunos kru célebres son el exfutbolista y actual presidente George Weah y el evangelista cristiano Samuel Morris. La expresidenta de Liberia Ellen Johnson Sirleaf posee sangre kru, gola, y alemana. Mary Broh, el actual alcalde de Monrovia, es de ascendencia kru y bassa.

## Sociedad
Desde el siglo XIX se organizan en comunidades autónomas basadas en el linaje. El dake es la unidad política básica. En el medio rural se agrupan en aldeas grandes con un jefe que reúne las funciones políticas y religiosas.
Para el matrimonio se paga una dote a la familia de la novia. Generalmente consiste en ganado.

### Cultura
Los distintos pueblos de la etnia kru mantienen la lengua común. Sin embargo la consolidación de los estados nacionales de Liberia y Costa de Marfil dividieron la administración de sus territorios y a lo largo del siglo XX provocaron diferencias en usos y costumbre de los pueblo kru según su lugar de asentamiento.

### Vivienda tradicional
Son de planta circular, puerta rectangular, altura reducida y techo alto y puntiagudo que ayuda a evacuar el agua en las épocas de lluvia. En Costa de Marfil la paredes son un poco más altas y los techos más bajos, conformando un cono casi perfecto.

### Arte
Dentro del arte del pueblo kru destaca la belleza de sus máscaras rituales. En ellas agregan al rostro humano de su frontal, ojos tubulares y partes de animales que encarnan los espíritus del bosque y la tierra.

## Economía
Tradicionalmente fueron grandes pescadores que según relato de Pacheco Pereira se adentraban dos o tres leguas en el mar en unas barcas que parecían “lanzaderas de tejer lana”. Utilizaron la malagueta para comerciar con los europeos. Fueron grandes comerciantes que monopolizaron el tráfico de malagueta y esclavos en sus zonas de influencia. La llegada de los libertos americanos y la fundación de Liberia terminaría mermando el poder económico y político de los grupos kru.
En las zonas de interior predomina la agricultura. Destacan plantaciones de aceite de palma, cacao, café y caucho.

## Religión
La tendencia a congregarse en las ciudades llevó a una occidentalización de las costumbres y la integración a congregaciones cristianas y en menor medida islámicas. Mientras que en las zonas rurales sigue vigente la espiritualidad tradicional.
El Joshua Project registra los siguientes datos religiosos de las comunidades kru por país:

### Liberia
Datos sobre una población kru de 386.000 personas a 2021
| Liberia         | Liberia |
| --------------- | ------- |
| Religiones      | %       |
| Cristianismo    | 81      |
| Religión étnica | 15      |
| No religiosos   | 3       |
| Otros           | 1       |

| Distribución en iglesias cristianas | %  |
| ----------------------------------- | -- |
| Independientes                      | 25 |
| Protestantes                        | 20 |
| Católicos                           | 55 |

### Ghana
Datos sobre una población kru de 31.000 personas a 2021
| Ghana           | Ghana |
| --------------- | ----- |
| Religiones      | %     |
| Cristianos      | 95    |
| Religión étnica | 5     |

| Distribución en iglesias cristianas | %  |
| ----------------------------------- | -- |
| Independientes                      | 80 |
| Protestantes                        | 10 |
| Católicos                           | 10 |

### Sierra Leona
Datos sobre una población kru de 15.000 personas a 2021.
| Sierra Leona    | Sierra Leona |
| --------------- | ------------ |
| Religiones      | %            |
| Cristianos      | 20           |
| Religión étnica | 60           |
| Islam           | 20           |

| Distribución en iglesias cristianas | %  |
| ----------------------------------- | -- |
| Independientes                      | 5  |
| Protestantes                        | 70 |
| Católicos                           | 25 |

### Guinea
Datos sobre una población kru de 1.200 personas a 2021.
| Guinea          |    |
| --------------- | -- |
| Religiones      | %  |
| Cristianos      | 75 |
| Religión étnica | 20 |
| No religiosos   | 5  |

| Distribución en iglesias cristianas | %  |
| ----------------------------------- | -- |
| Anglicanos                          | 10 |
| Independientes                      | 20 |
| Otros                               | 15 |
| Protestantes                        | 15 |
| Católicos                           | 40 |

### Religión étnica
Sno-Nysoa es el dios creador de los kru. Los grupos iniciáticos y el uso de máscaras forman parte de la tradición kru.

#### Leyenda
Sno-Nysoa dios creador de los kru, tenía cuatro hijos que envió de visita a la Tierra. Les colocó un collar de dientes de leopardo como amuleto protector y pasado un tiempo les ordenó que retornaran al cielo. Ellos se negaron pues les gustaba la Tierra. Y el planeta suplicó a Sno-Nysoa que los dejara. Más el dios se negó y afirmó que los recuperaría. Así, al siguiente día el mayor no despertó. La Tierra subió al cielo a pedir por él, pero Son-Nysoa le contestó que debía enterrarlo. Así hizo con cada uno de sus hijos. Cuando le ocurrió eso al último, la Tierra quiso subir al cielo para hablar con Son-Nysoa pero le fue imposible porque el dios había cerrado el camino. Desde entonces Sno-Nysoa usa su poder para sacar gente de la Tierra, gente que ya nadie luego podrá ver.